# NGC 4631
| Galáxia espiral NGC 4631 |                                                                  |
|                          |                                                                  |
| Dados do catálogo:       |                                                                  |
| Classificação do objeto: | Sc III                                                           |
| Brilho superficial       | 12,9                                                             |
| Massa (Sol=1)            | ----                                                             |
| Outras denominações:     | UGC 7865, MCG+06-28-020, ARP 281, H V-42, h 1397, PGC 42637, etc |

NGC 4631 é uma galáxia espiral localizada a cerca de vinte e cinco milhões de anos-luz (aproximadamente 7,664 megaparsecs) de distância na direção da constelação dos Cães de Caça. Possui uma magnitude aparente de 9,0, uma declinação de +32º 32' 26" e uma ascensão reta de 12 horas, 42 minutos e 08,1 segundos.